# ألكسندر باش
ألكسندر باش (بالألمانية: Alexander von Bach) (و. 1813 – 1893 م) هو سياسي، ومحامي، ودبلوماسي من الإمبراطورية النمساوية، والإمبراطورية النمساوية المجرية، وكان عضوًا في الأكاديمية النمساوية للعلوم، توفي عن عمر يناهز 80 عاماً.

## مناصب
تولى منصب Member of the Austrian  Reichstag ‏.

## جوائز
حصل على جوائز منها:
- وسام الصليب الأعظم من رتبة فرانز جوزيف ‏
- Grand Cross of the Imperial Order of Leopold  [لغات أخرى]‏.

## روابط خارجية
- ألكسندر باش على موقع الموسوعة البريطانية (الإنجليزية)